# Joe Hahn
Joe Hahn imenovani Dr. Hahn je bil rojen 15. Marca, 1977. Vrti plošče za American numetal/rapcore in band Linkin Park.
Rojen je bil v Dallasu, Teksas in je drugogeneracijski Ameriško-Korejec. Vzgojen je bil v Glendaleu v Kalifornji. V srednji šoli, je rad igral nogomet. Maturiral je na Hoover High School, in se nato zainteresiral v vizualno oblikovanje.
Visal se je na Art Center College of Design v Pasadeni, Kalifornji, s svojim prijateljem iz benda Linkin Park, Mikeom Shinodo. Njegova glavna smer je bila ilustracija, ampak se je premislil in se začel ukvarjati s specialnimi efekti v televizijskih oddajah in filmih, kot so: The X-Files, Sphere in Dune.
Pridružil se je skupini Linkin Park (takrat imenovani še Xero) leta 1996 kot bandov DJ. Od takrat je režiral videe za večino singlov njegovega benda (razen One Step Closer, Crawling in Faint). Prav tako je režiral videe za Static-X, Story of the Year in Alkaline Trio.
Rad ima elektronsko, ter drum n' bass glasbo. V preteklosti je seznanil občinstvo, da so Aphex Twin njegovi največji vzorniki.
Znan je tudi po svojem humorju v intervjujih. Igra tudi kitaro, menjal pa je že inštrumente z Bradom Delsonom med koncerti njegove skupine.
Poleg njegovega humorja je znan tudi po tem, da je imel drugo osebnost imenovano Remy. Čeprav je bila to šala, so jeo oboževalci vzeli resno. V njegovem solo komadu Cure For The Itch iz albuma Hybird Theory, Remy govori na začetku komada. Reče:Folks, we have a very special guests tonight, I'd like to introduce Mr. Hahn.
Svojimi prijatelji iz benda Chestrom Beningtonom in Mikeom Shinodo je zaposlen z delanjem stranskih projektov. Dela jih tudi sam. Pred kratkim je posnel mini film The Seed v Los Angelesu, Kalifornji in se nameni udeležiti 2006 Sundance Film Festival. Snema še Kong Fu High School in King Rat, ki je priredba China Mieville. Mr. Hahn je bil predstavljen King Ratu preko svojega osebnega menedžerja.
Pred kratkim je odprl manjšo trgovino z oblačili, imenovano Suru v Los Angelesu.